# Joachim Lange
Joachim Lange (ur. 25 stycznia 1960) – wschodnioniemiecki lekkoatleta, który specjalizował się w rzucie oszczepem.
W 1979 zdobył złoty medal organizowanych w Bydgoszczy mistrzostw Europy juniorów. Uzyskał wówczas wynik 78,78. Brązowy medalista mistrzostw NRD w roku 1980. Rekord życiowy: 87,42 (2 maja 1984, Rijeka).